# 香港仔網球及壁球中心

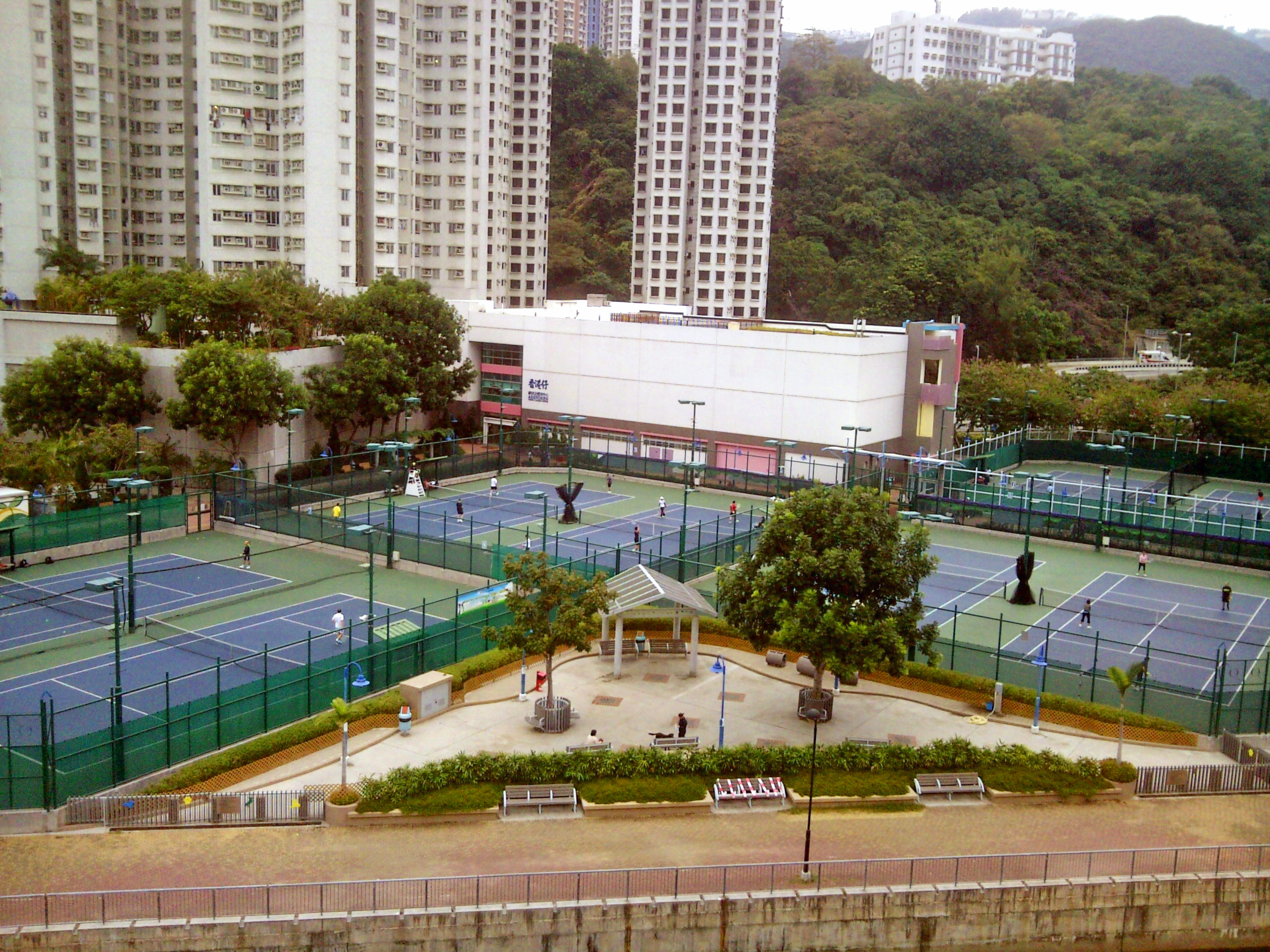
香港仔網球及壁球中心之網球場

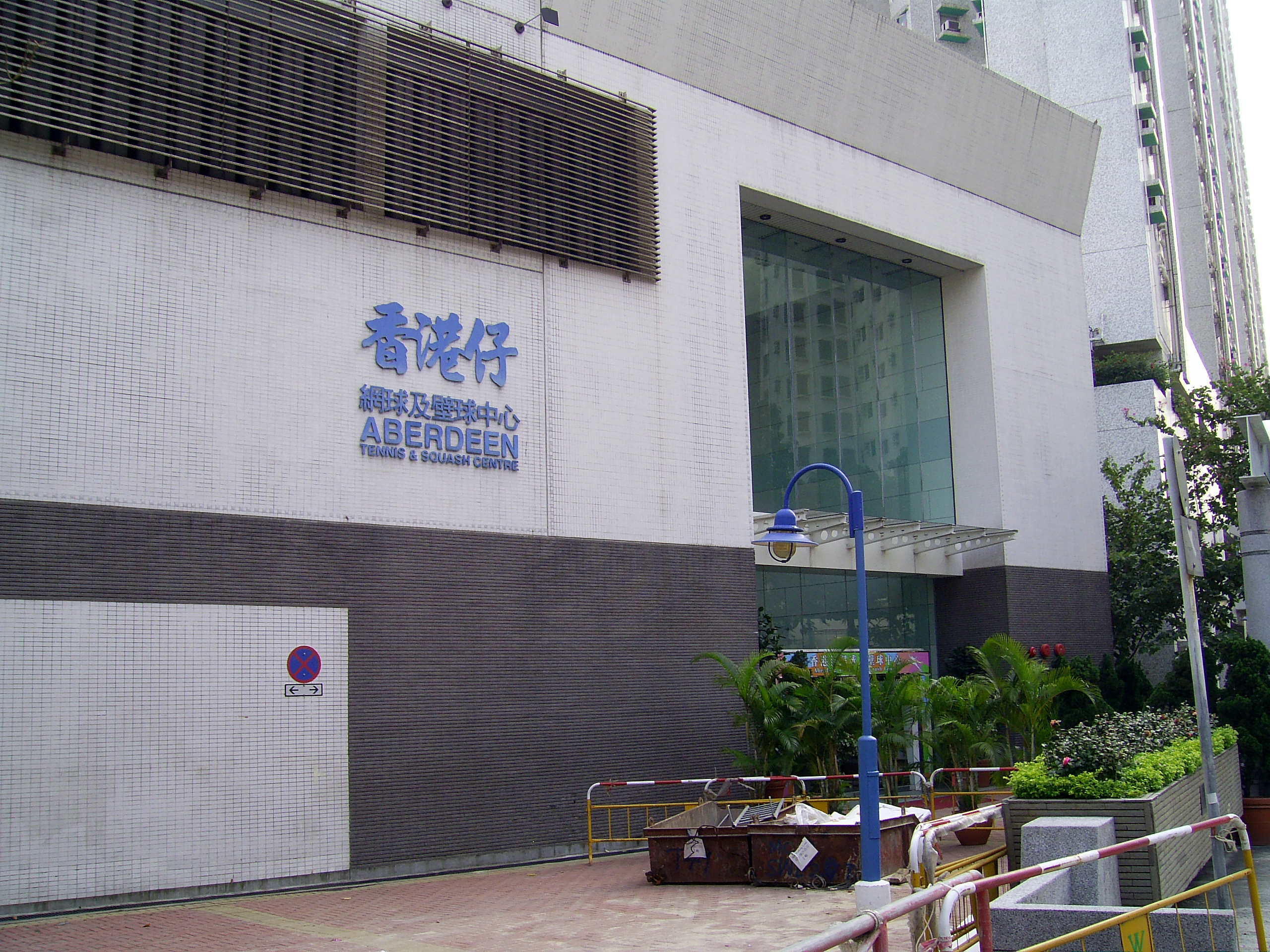
香港仔網球及壁球中心正門

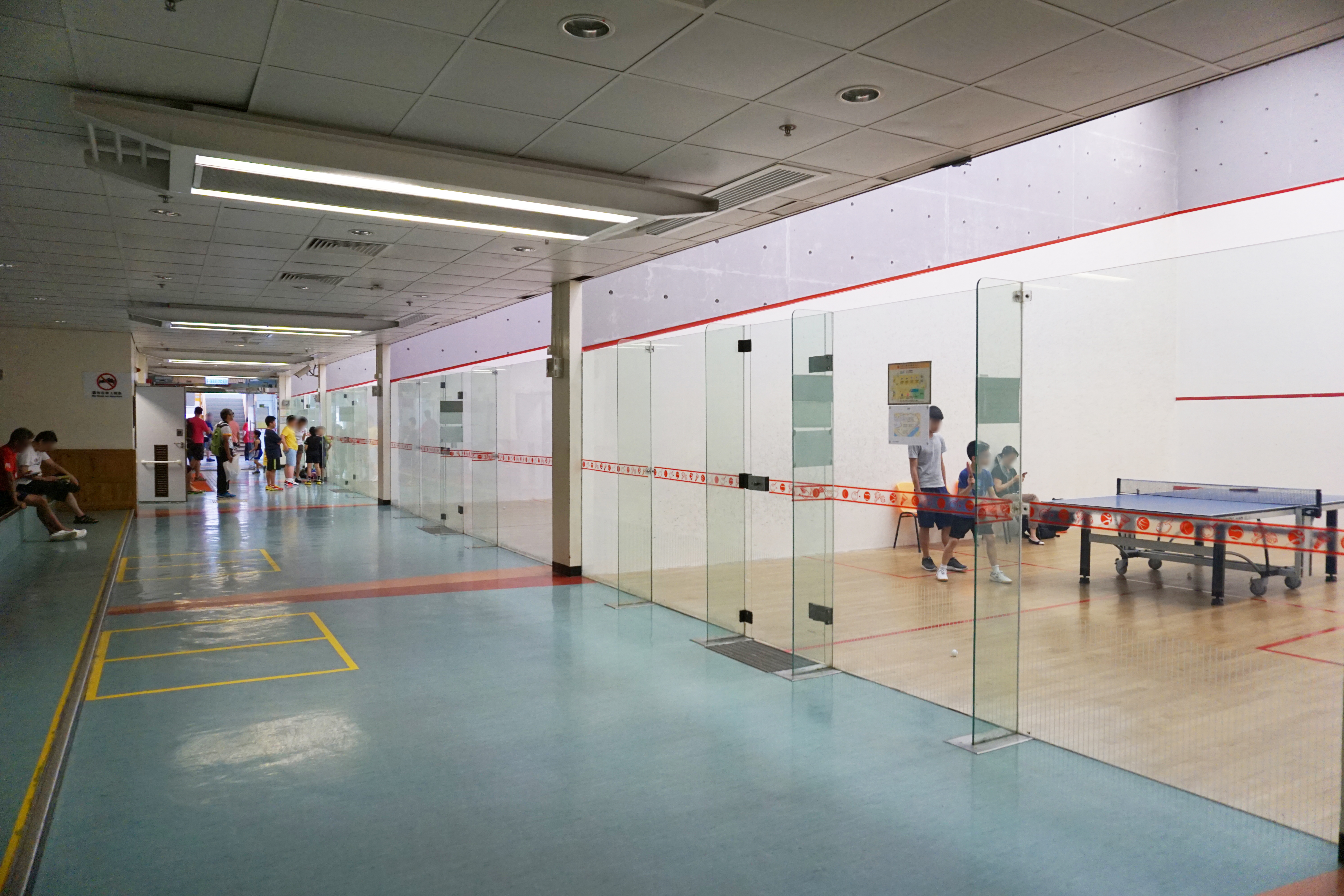
香港仔網球及壁球中心地下

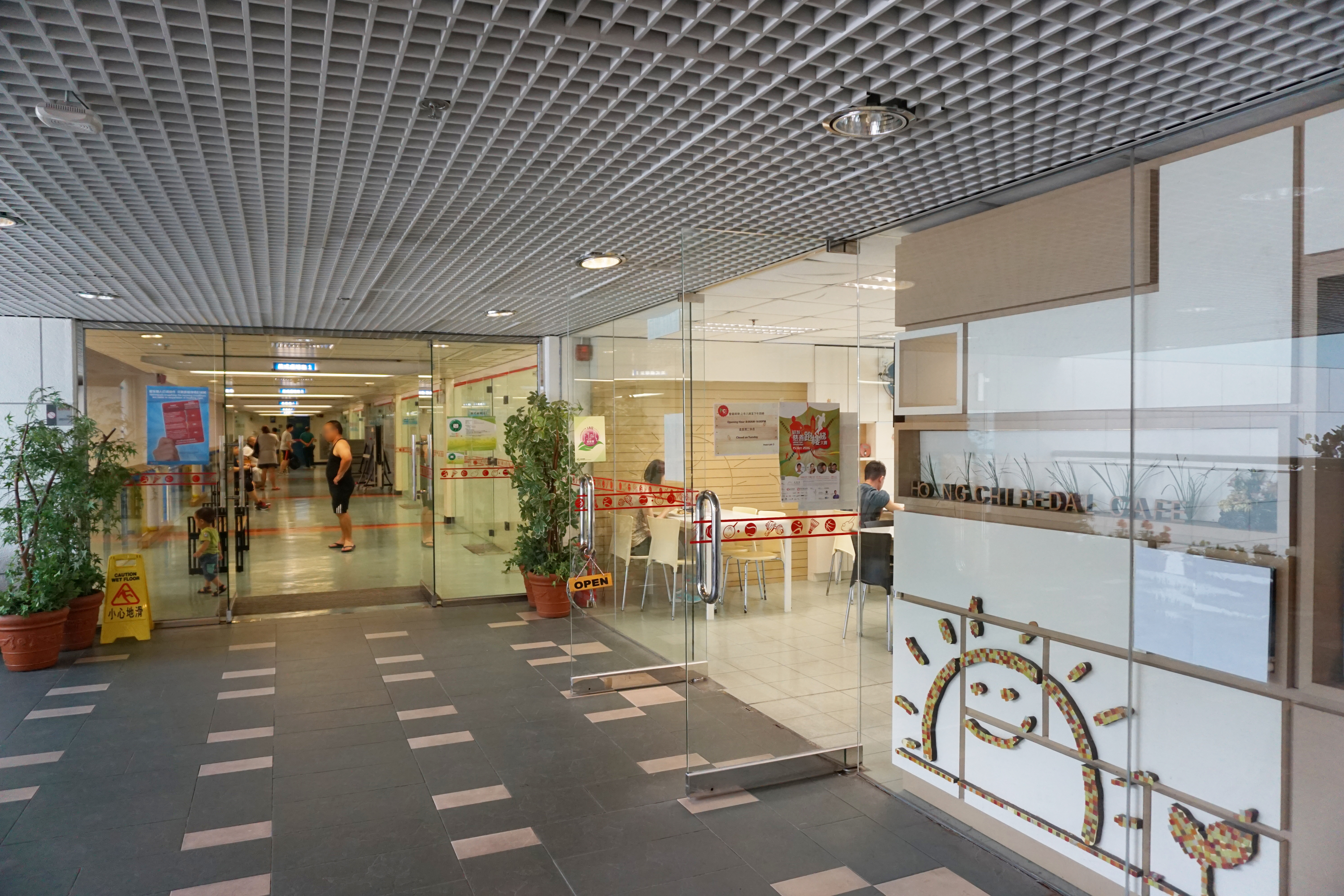
香港仔網球及壁球中心1樓

香港仔網球及壁球中心（英語：Aberdeen Tennis & Squash Centre）是香港一所全空調的網球及壁球中心，佔地1.35公頃，位於香港香港島香港仔香港仔海傍道1號，於1999年1月18日啟用，為南區首個同類型設施。
中心主樓內設有10個壁球室，6個位於1樓，而另外4個則位於地下。其中2個為嶄新設計可供雙打用途的壁球室。網球中心位於主樓外，設有8個網球場，而在各網球場附近更設有避雨處及涼亭的園林休憩地方。中心亦設有活動室、美式桌球室及健身室供市民租借。

## 食肆
- 華記士多

## 2009年東亞運動會
2009年東亞運動會雙打壁球賽事於香港仔網球及壁球中心內舉行。

## 外部連結
- 康文署：香港仔網球及壁球中心 （页面存档备份，存于）
- 東亞運動會比賽場地

1. ↑   (新闻稿). 政府新聞網. 1999-01-17.